# Предсједништво Босне и Херцеговине
Предсједништво Босне и Херцеговине је колективни шеф државе у Босни и Херцеговини.
Према члану V Устава БиХ, Предсједништво се састоји од 3 члана: једног Бошњака и једног Хрвата из Федерације БиХ и једног Србина из Републике Српске. Њихов заједнички мандат траје 4 године, с тим што се председавајући ротира сваких 8 мјесеци.

## Надлежности
Предсједништво је надлежно за:
1. Вођење спољне политике Босне и Херцеговине;
2. Именовање амбасадора и других међународних представника Босне и Херцеговине, од којих се са територије Федерације не бира више од две трећине;
3. Представљање Босне и Херцеговине у међународним и европским организацијама и институцијама и тражење чланства у оним међународним организацијама и институцијама у којима Босна и Херцеговина није члан;
4. Преговарање о закључењу међународних уговора Босне и Херцеговине, отказивање и, уз сагласност Парламентарне скупштине, ратификовање таквих уговора;
5. Извршавање одлука Парламентарне скупштине;
6. Предлагање годишњег буџета Парламентарној скупштини на препоруку Савјета министара;
7. Извештавање по захтеву, најмање једанпут годишње, Парламентарне скупштине о трошковима Предсједништва;
8. Координацију, према потреби, са међународним и невладиним организацијама у Босни и Херцеговини;
9. Вршење других функција које могу бити потребне за извршење његових дужности, које му може доделити Парламентарна скупштина, или за које се сложе ентитети.

## Поступак
Предсједништво доноси свој пословник о раду. Први предсједавајући Предсједништва је онај који добије највише гласова на изборима. Затим сваких осам месеци положај председавајућег ротира између три члана Предсједништва.
Члан Предсједништва који се не слаже са неком одлуком Предсједништва може да изјави да је она веома штетна по виталне интересе ентитета за територију са које је изабран, под условом да то учини о року од три дана од њеног усвајања. Таква одлука се одмах упућује Народној скупштини Републике Српске ако је такву изјаву дао члан са те територије, хрватским делегатима у Дому народа Федерације ако је такву изјаву дао хрватски члан са те територије и бошњачким делегатима у Дому народа Федерације ако је такву изјаву дао бошњачки члан са те територије. Ако се та изјава потврди двотрећинском већином у року од десет дана по упућивању, оспорена одлука Предсједништва не ступа на снагу.

## Састав
| Име | Име              | Име | Од    | Народност Странка                       | Ентитет                        | Положај        |
| --- | ---------------- | --- | ----- | --------------------------------------- | ------------------------------ | -------------- |
|     | Жељко Комшић     |     | 2018. | Хрват Демократски фронт                 | Федерација Босне и Херцеговине |                |
|     | Жељка Цвијановић |     | 2022. | Србин Савез независних социјалдемократа | Република Српска               | Председавајућа |
|     | Денис Бећировић  |     | 2022. | Бошњак Социјалдемократска партија       | Федерација Босне и Херцеговине |                |

## Списак

### Чланови из реда бошњачког
СДА (5)       СБиХ (2)       СДП БиХ (1)
| Члан | Члан | Члан              | Мандат             | Мандат             | Странка | Избори |
| ---- | ---- | ----------------- | ------------------ | ------------------ | ------- | ------ |
| 1    |      | Алија Изетбеговић | 5. октобар 1996.   | 14. октобар 2000.  | СДА     | 1996   |
| 1    | 1998 | Алија Изетбеговић | 5. октобар 1996.   | 14. октобар 2000.  | СДА     |        |
| 2    |      | Халид Гењац       | 14. октобар 2000.  | 30. март 2001.     | СДА     | –      |
| 3    |      | Бериз Белкић      | 30. март 2001.     | 28. октобар 2002.  | СБиХ    | –      |
| 4    |      | Сулејман Тихић    | 28. октобар 2002.  | 6. новембар 2006.  | СДА     | 2002   |
| 5    |      | Харис Силајџић    | 6. новембар 2006.  | 10. новембар 2010. | СБиХ    | 2006   |
| 6    |      | Бакир Изетбеговић | 10. новембар 2010. | 20. новембар 2018. | СДА     | 2010   |
| 6    | 2014 | Бакир Изетбеговић | 10. новембар 2010. | 20. новембар 2018. | СДА     |        |
| 7    |      | Шефик Џаферовић   | 20. новембар 2018. | 16. новембар 2022. | СДА     | 2018   |
| 8    |      | Денис Бећировић   | 16. новембар 2022. | Тренутно           | СДП БиХ | 2022   |

### Чланови из реда српског народа
СДС (3)       Социјалисти (1)       СНСД (3)       ПДП (1)
| Члан | Члан | Члан               | Мандат             | Мандат             | Странка | Избори |
| ---- | ---- | ------------------ | ------------------ | ------------------ | ------- | ------ |
| 1    |      | Момчило Крајишник  | 5. октобар 1996.   | 13. октобар 1998.  | СДС     | 1996   |
| 2    |      | Живко Радишић      | 13. октобар 1998.  | 28. октобар 2002.  | СП РС   | 1998   |
| 3    |      | Мирко Шаровић      | 28. октобар 2002.  | 2. април 2003.     | СДС     | 2002   |
| 4    |      | Борислав Паравац   | 10. април 2003.    | 6. новембар 2006.  | СДС     | –      |
| 5    |      | Небојша Радмановић | 6. новембар 2006.  | 17. новембар 2014. | СНСД    | 2006   |
| 5    | 2010 | Небојша Радмановић | 6. новембар 2006.  | 17. новембар 2014. | СНСД    |        |
| 6    |      | Младен Иванић      | 17. новембар 2014. | 20. новембар 2018. | ПДП     | 2014   |
| 7    |      | Милорад Додик      | 20. новембар 2018. | 15. новембар 2022. | СНСД    | 2018   |
| 8    |      | Жељка Цвијановић   | 16. новембар 2022. | Тренутно           | СНСД    | 2022   |

### Чланови из реда хрватског народа
ХДЗ БиХ (4)       СДП БиХ (2)       ДФ (1)
| Члан | Члан | Члан            | Мандат             | Мандат             | Странка | Избори |
| ---- | ---- | --------------- | ------------------ | ------------------ | ------- | ------ |
| 1    |      | Крешимир Зубак  | 5. октобар 1996.   | 15. новембар 1998. | ХДЗ БиХ | 1996   |
| 2    |      | Анте Јелавић    | 15. новембар 1998. | 7. март 2001.      | ХДЗ БиХ | 1998   |
| 3    |      | Јозо Крижановић | 7. март 2001.      | 28. октобар 2002.  | СДП БиХ | –      |
| 4    |      | Драган Човић    | 28. октобар 2002.  | 9. мај 2005.       | ХДЗ БиХ | 2002   |
| 5    |      | Иво Миро Јовић  | 9. мај 2005.       | 6. новембар 2006.  | ХДЗ БиХ | –      |
| 6    |      | Жељко Комшић    | 6. новембар 2006.  | 17. новембар 2014. | СДП БиХ | 2006   |
|      | ДФ   | Жељко Комшић    | 6. новембар 2006.  | 17. новембар 2014. | 2010    |        |
| (4)  |      | Драган Човић    | 17. новембар 2014. | 20. новембар 2018. | ХДЗ БиХ | 2014   |
| (6)  |      | Жељко Комшић    | 20. новембар 2018. | Тренутно           | ДФ      | 2018   |
| (6)  | 2022 | Жељко Комшић    | 20. новембар 2018. | Тренутно           | ДФ      |        |